# راينر كرافت
راينر كرافت (بالألمانية: Rainer Kraft)‏ هو مدرب كرة قدم ولاعب كرة قدم ألماني، ولد في 30 يوليو 1962 في شتوتغارت في ألمانيا. لعب مع نادي آلن.

## وصلات خارجية
- راينر كرافت على موقع قاعدة بيانات كرة القدم.إي يو (الإنجليزية)
- راينر كرافت على موقع بيانات كرة القدم. دي إي (الألمانية)